# Лунка-Черній-де-Сус
Лунка-Черній-де-Сус (рум. Lunca Cernii de Sus) — село у повіті Хунедоара в Румунії. Входить до складу комуни Лунка-Черній-де-Жос.
Село розташоване на відстані 306 км на північний захід від Бухареста, 36 км на південний захід від Деви, 148 км на південний захід від Клуж-Напоки, 106 км на схід від Тімішоари.

## Населення
За даними перепису населення 2002 року у селі проживала 251 особа, усі — румуни. Усі жителі села рідною мовою назвали румунську.